# Rosa DeLauro

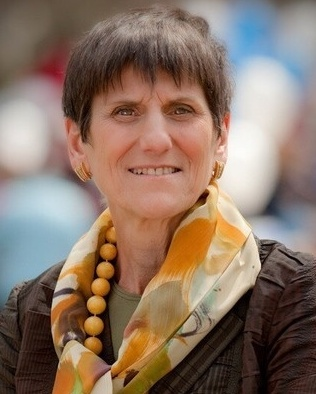
Rosa DeLauro (2018)

Rosa Luisa DeLauro (* 2. März 1943 in New Haven, Connecticut) ist eine US-amerikanische Politikerin der Demokratischen Partei. Seit 1991 vertritt sie den dritten Distrikt des Bundesstaats Connecticut im US-Repräsentantenhaus.

## Werdegang
Rosa DeLauro besuchte die Laurelton Hall High School in West Haven und später bis 1964 das Marymount College in Tarrytown (New York), wo sie einen Bachelor of Arts erlangte. Dazwischen studierte sie zwischen 1962 und 1963 in London an der London School of Economics. Sie beendete ihre Studienzeit im Jahr 1966 mit einem Master of Arts an der Columbia University in New York City. Nach ihrer Studienzeit schlug DeLauro eine politische Laufbahn ein.
Rosa DeLauro ist mit dem bekannten Wahlkampfmanager Stanley Greenberg verheiratet, mit ihm hat sie drei erwachsene Kinder. Privat lebt das Paar in New Haven.

## Politische Karriere
Sie wurde Mitglied der Demokratischen Partei und war zwischen 1976 und 1977 Mitarbeiterin im Stab des Bürgermeisters von New Haven. Im Jahr 1978 fungierte sie als Wahlkampfmanagerin für Frank Logue, der für das Amt des Bürgermeisters in New Haven kandidierte. Zwischen 1977 und 1979 war sie in der Verwaltung der Stadt New Haven angestellt. Danach war sie in den Jahren 1979 und 1980 Wahlkampfleiterin des US-Senators Christopher J. Dodd, dessen Stab sie zwischen 1981 und 1987 angehörte.
Bei den Kongresswahlen des Jahres 1990 wurde DeLauro im dritten Distrikt von Connecticut in das Repräsentantenhaus der Vereinigten Staaten in Washington, D.C. gewählt. Dort trat sie am 3. Januar 1991 die Nachfolge von Bruce Morrison an. Nachdem sie seither die Wiederwahlen von 1992 bis 2024 gewinnen konnte, kann sie ihr Mandat bis heute ausüben.
Die Primary (Vorwahl) ihrer Partei für die Wahlen 2022 wurde mangels Gegenkandidaten abgesagt und DeLauro wurde erneut zur Kandidaten erklärt. Damit trat sie am 8. November 2022 gegen Lesley DeNardis von der Republikanischen Partei, Justin Paglino von der Green Party sowie die unabhängige Amy Chai an und wurde mit 56,8 % der Stimmen vor DeNardis mit 40,7 % für eine 17. Amtszeit wiedergewählt. Bei der Kongresswahl 2024 hatten sowing DeLauro wie auch der Republikaner Michael Massey keine Gegenkandidaten. Sie erhielt 58,9 % der Stimmen in der Hauptwahl im November 2024 und Massey 41,1 %.
Ihre aktuelle Legislaturperiode im Repräsentantenhaus des 119. Kongresses läuft noch bis zum 3. Januar 2027.

### Ausschüsse
Sie ist aktuell Mitglied in folgenden Ausschüssen des Repräsentantenhauses:
- Committee on Appropriations (Ranking Member)
  - Labor, Health and Human Services, Education, and Related Agencies

Außerdem ist sie Mitglied in 62 Caucuses.

### Ansichten
DeLauro gehört dem linken Flügel der Demokratischen Partei an und war Mitbegründerin des Congressional Progressive Caucus. Im Jahr 2009 hat sie einen Entwurf eines neuen Lebensmittelkontrollgesetzes (Food Safety Modernization Act) eingebracht, der bis heute Gegenstand heftiger Diskussionen in den Vereinigten Staaten ist. Bei den Präsidentschaftswahlen des Jahres 2008 unterstützte sie Barack Obama.

## Werke
- The Least Among Us. New Press, New York 2017, ISBN 978-1-62097-220-5.